# Froggattisca tipularia
Froggattisca tipularia is een insect uit de familie van de mierenleeuwen (Myrmeleontidae), die tot de orde netvleugeligen (Neuroptera) behoort. 
Froggattisca tipularia is voor het eerst wetenschappelijk beschreven door Gerstäcker in 1885.